# Église San Rocco all'Augusteo
L'église San Rocco all'Augusteo est une église romaine du XVIIe siècle située dans le rione Campo Marzio.
.

## Histoire
L'église San Rocco all'Augusteo a été fondée en 1499 par Alexandre VI comme chapelle d'un hôpital voisin. Elle fut reconstruite en 1657 d'après une conception de Giovanni Antonio de Rossi et des modifications ultérieures ont été faites en style néo-classique. Une façade nouvelle, influencée par Palladio, réalisée par Giuseppe Valadier a été construite en 1832.

## Arts et architecture

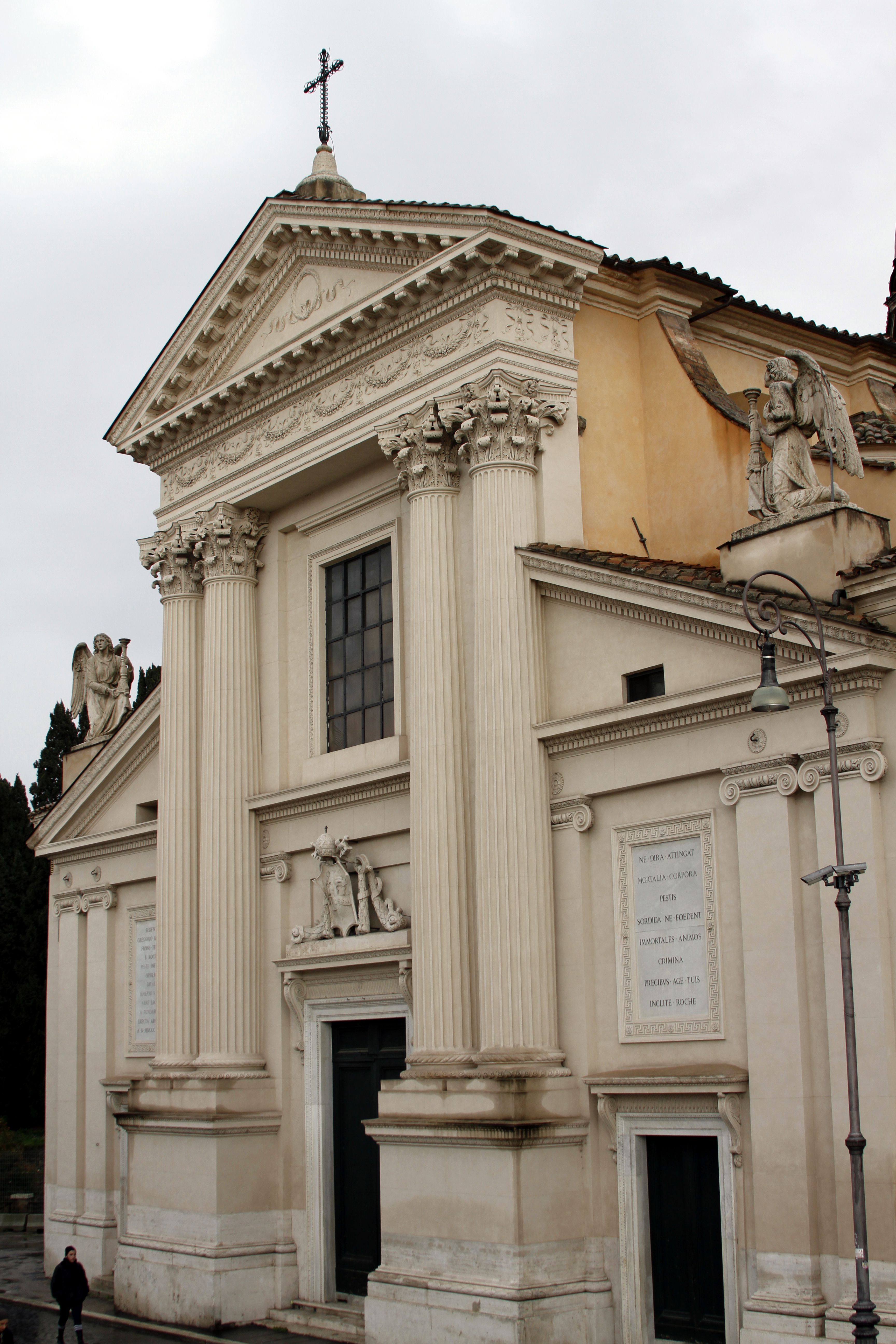
Façade néo palladienne
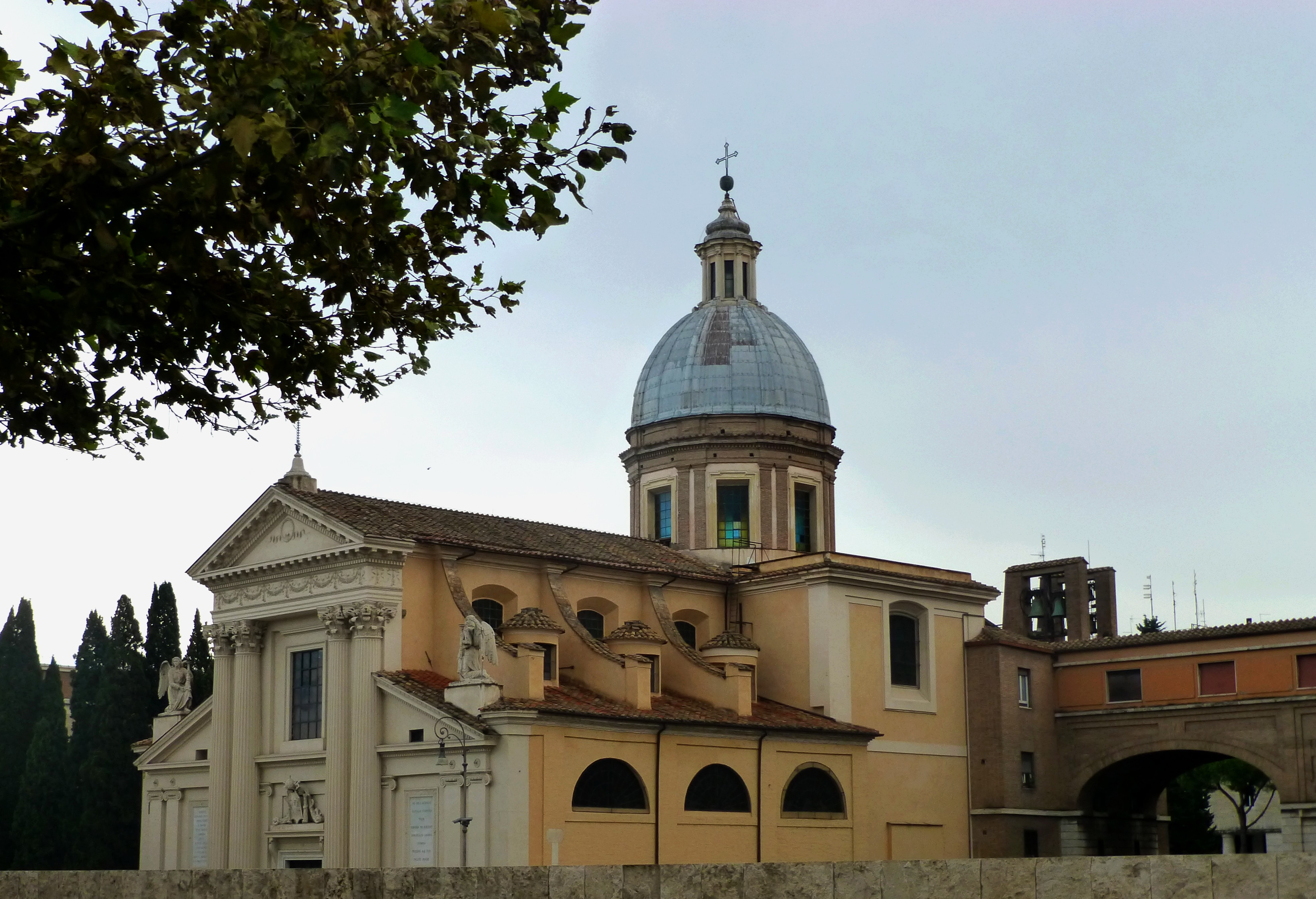
Vue générale
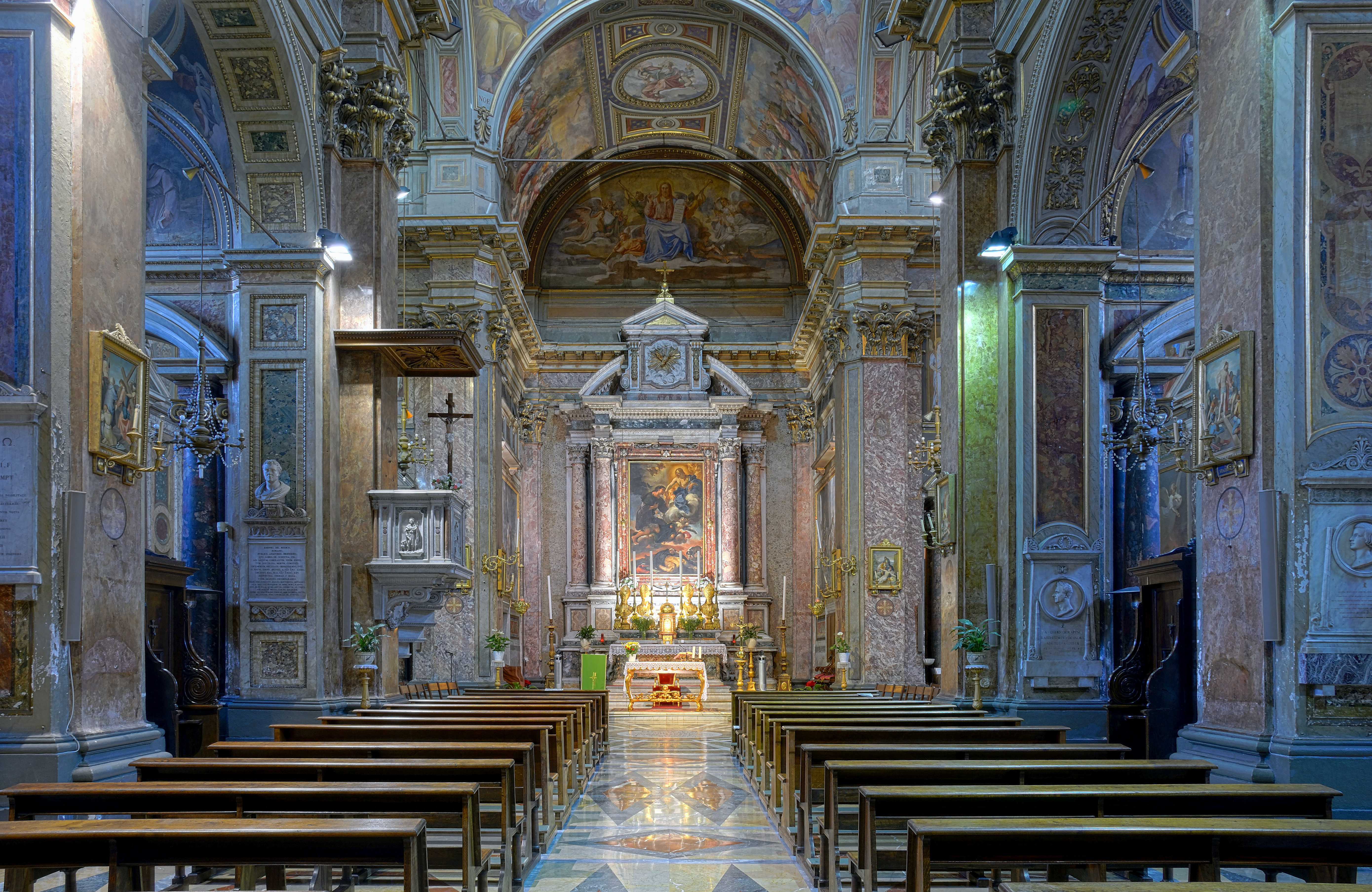
Intérieur
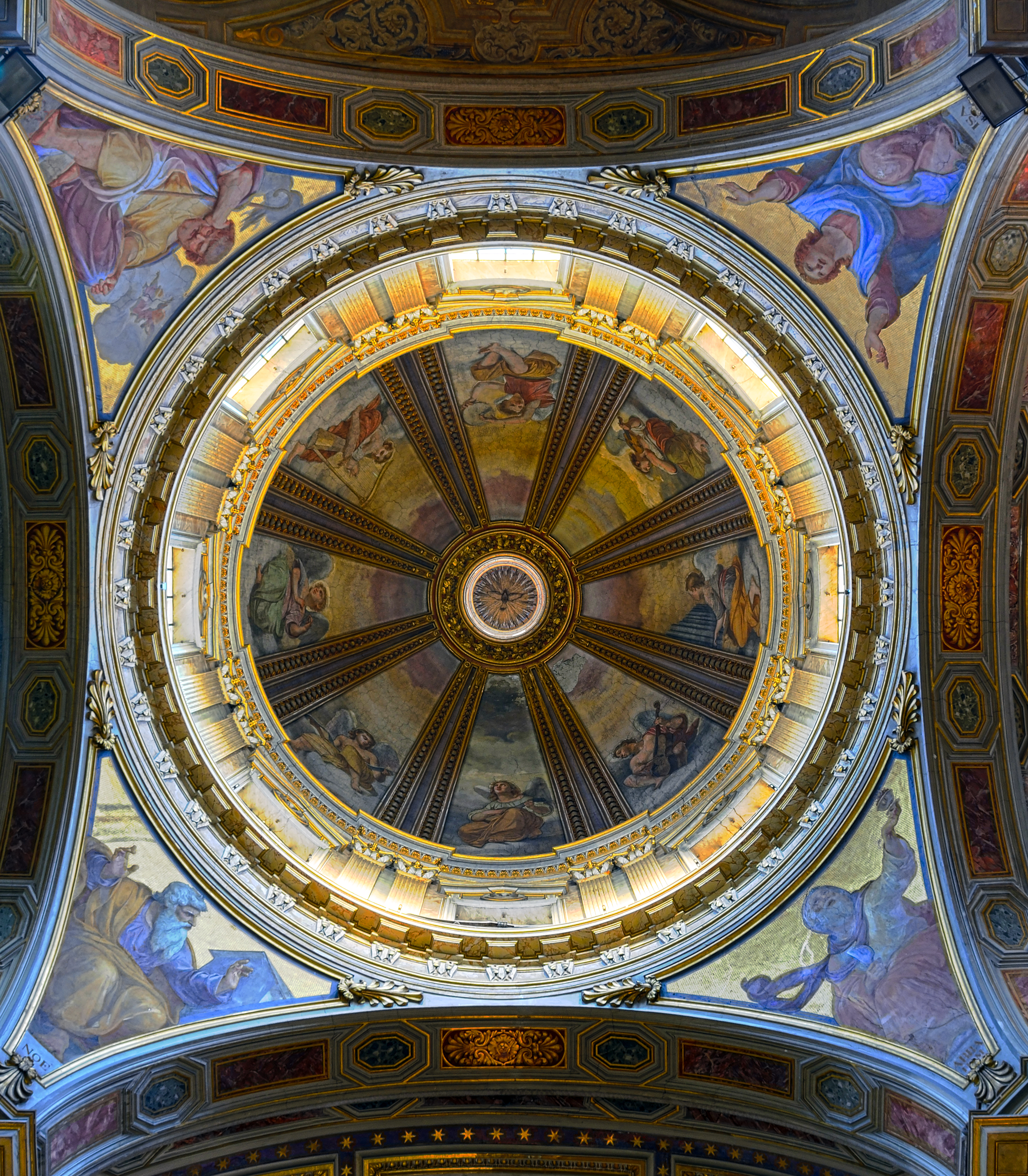
Coupole
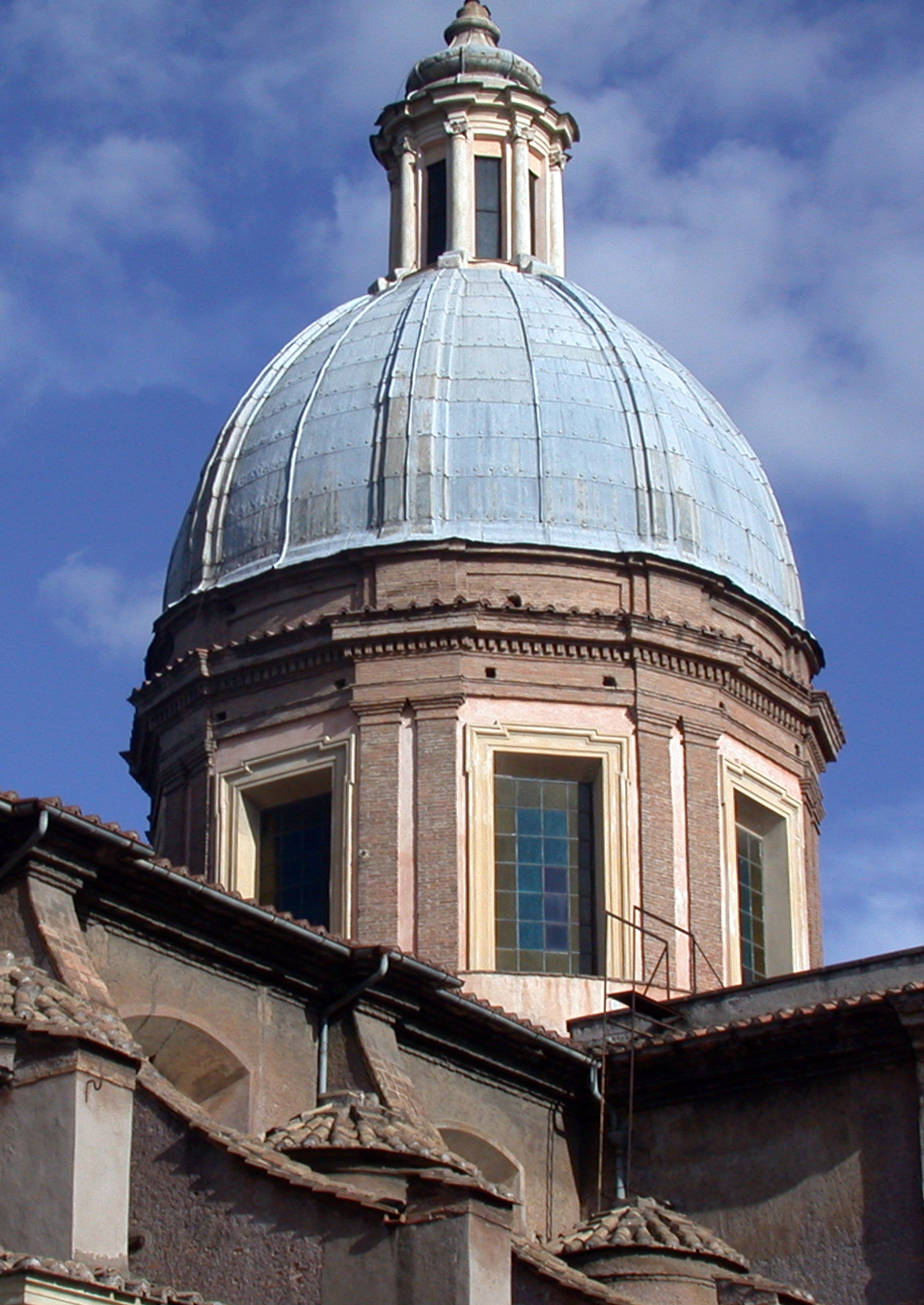
Dôme